# كاميليا مالك
كاميليا مالك (بالملايوية: Camelia Malik)‏ هي مغنية وممثلة ماليزية، ولدت في 22 أبريل 1955 في جاكرتا في إندونيسيا.

## وصلات خارجية
- كاميليا مالك على موقع IMDb (الإنجليزية)